# Агенорија (богиња)
Агенорија (лат. Agenoria) представња божанство нижег реда, а римска је богиња предузимљивости и она је која подстиче на делање и рад.

## Митологија
Агенорија је богиња која подстиче на делање и на рад. Римско је божанство, а њено име је вероватно изведено од латинског глагола ago (радити, делати).
Помиње се од стране Августина Хипонског, који је сврстава међу божанства везана за детињство. Верује се да ова богиња обдарује децу посебним талентима и изнадпросечним способностима (певање, добро резоновање). Према Вилхелму Хенриху Рошеру, Агенорија се сврставала у индгитаменту (енг. indigitamenta)- листу божанстава прављену од стране римских свештеника како би се осигурали да право и правилно позивају божанство приликом ритуала.

## У култури
Упркос њеној непознатости у римској митологији, Агенорија је први карактер првог од четири латинска аполога написаних од стране италијанског хуманисте Пандолфа Коленусиа (Pandolfo Collenuccio), у част Еркола II Д'Еста (Ерколо II од Есте).
Алегоријска фикција Агенорије, под утицајем сатиричног писца Лукијана из Самосате, почиње са фикцијском веридбом Инерције (непокретање, неактивност, неделање) и Рада, чији су свадбени поклони, фарма животиња и локва зноја, довели до раскида. Тада се Рад верио са Агеноријом (активност, кретање, делање), на чије венчање је дошло још много персонификација, попут Изобиља (Абундација) или Задовољства (Хедона). Њихово присуство је изазвало гнев Инерције, која је изазвала насиље њених следбеника. Пораз Агенорије и њених гостију од насилника је спречио изненадан улазак Јупитера.
Овај улазак има покриће у тврдњи Јупитера у једном предању да је Агенорија под његовом заштитом.